# 香港民族主義
香港民族主義，又稱香港主義，是香港一種涉及民俗、文化、歷史、地理、政治等社會各種層面的思想體系，其中心理論為：主張以香港人為主體的「香港民族」，有別於傾向於中國民族主义及大中華主义的中華民族。香港民族主義支持者亦主張建立香港自身的「國族」與自主意識，反對中國的殖民主義、帝國主義、共產主義及社會主義。
香港開埠為英國殖民地以來，香港一直是多元文化、多元種族社會，宗教和文化都與中國大陆有所不同。歷155年大英帝國統治後，香港人凝聚了分享共同價值記憶的特殊身份認同。此外，香港一直擁有有別於中國大陆及台灣的政治制度及經濟結構，香港奉行普通法及資本主義，故此九七主權移交後實行一國兩制。
在歷次港大身份認同調查中，2008年6月調查是認同「中國人」之高峰、認同「香港人」之低谷，51.9%受訪者自稱「廣義中國人」。在部份四川地震捐款未到災民手上及三鹿奶粉污染事件之後，香港市民對香港人的身份認同重新超越對中國人的身份認同，而港中矛盾日益加劇更是加速這個趨勢。在反送中運動爆發之後，2019年12月香港民意研究所的調查發現，認為自己是「廣義香港人」的受訪者高達78%，相反認為自己是「廣義中國人」的受訪者只有21%。

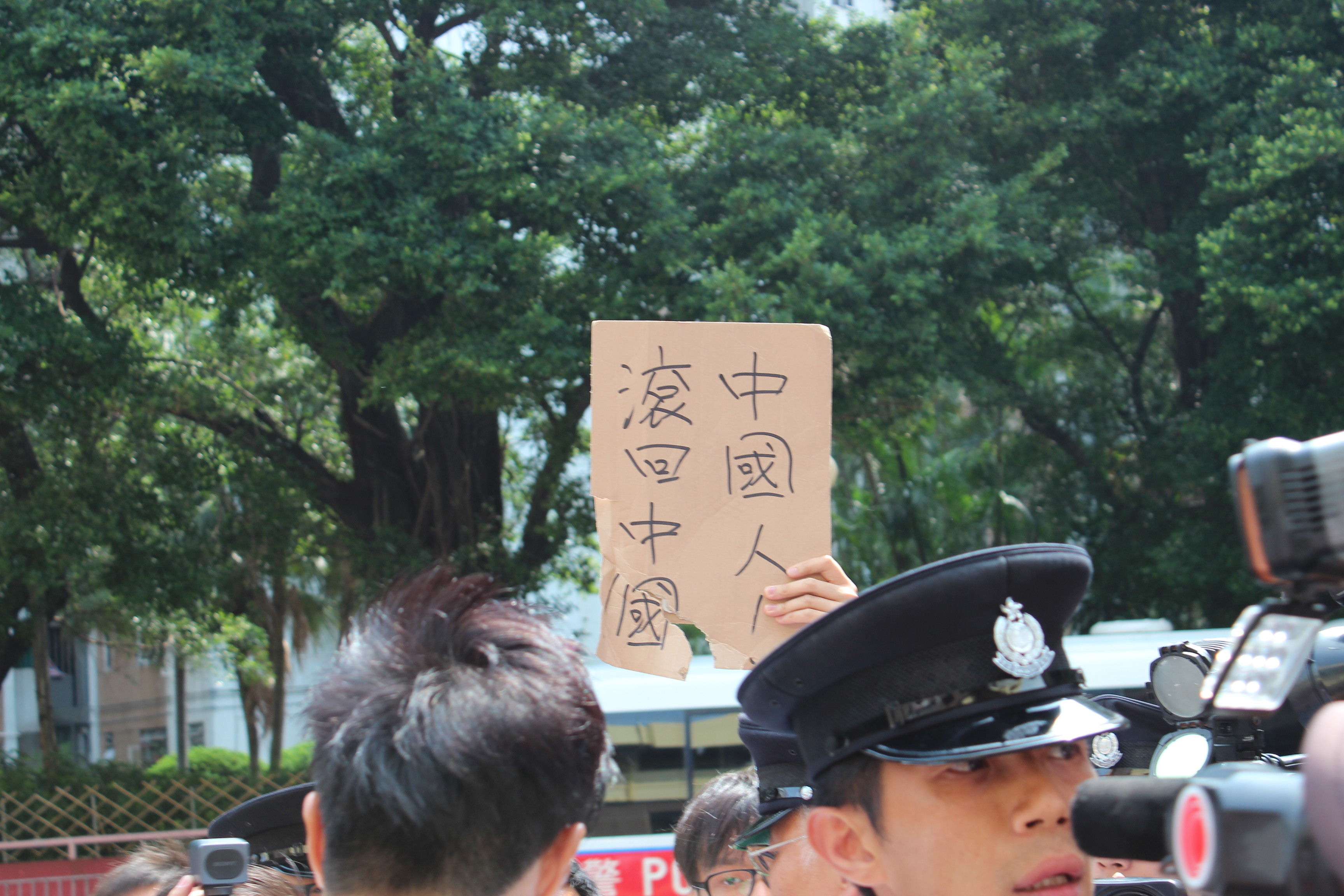
一名香港民族主義者於光復上水站中舉起「中國人滾回中國」的標語。

## 歷史
1949年中國共產黨在中國大陸成立中華人民共和國，原本統治中國大陸的中國國民黨及中華民國政府遷至臺灣地區。但伴隨的是數以萬計的人從中國大陸人逃難到香港。香港人口由1947年的180萬，增加至1951年的220萬。此後三十年，香港爆發逃港潮，大批中國大陸居民偷渡到香港，香港人口以每十年一百萬增長。有評論指因為逃港者經歷過中國共產黨領導下的饑荒、政治鬥爭的日子，他們沒有跟隨中國國民黨前往台灣，但比沒有經歷過中共統治的香港人更討厭中國共產黨，當中不少亦有恐共、反共以及厭共的心態。
香港所在的廣東地域在史前時期以至歷史時期之初，一直屬於嶺
南古越族的常居地。秦始皇三十三年（公元前 214），
秦平定南越，設置南海、桂林、象郡三郡；其中南海郡領番禺、龍川
等縣。香港與番禺治地相接，歸番禺管轄。秦末，南海尉趙佗趁群雄
並起之際據地建立南越國，以番禺為首都，傳歷五世九十三年；其間
香港屬南越國管轄。漢武帝元鼎六年（公元前 111），伏波將軍路博德
平定南越趙氏，於其地先後置南海、蒼梧、交趾等九郡；南越國土重
新納入中國大一統王朝疆域。漢南海郡領番禺、博羅等六縣，香港回
歸番禺縣管轄，直至東晉初年為止。東晉成帝咸和六年（331），南海郡東南地帶設置東莞郡，下領寶
安、興甯等六縣。東莞郡治與寶安縣治同在南頭，即今日深圳南頭。
自此香港劃入寶安縣範圍，直至唐肅宗至德元年（756），前後 425 年
之間，香港一直屬寶安縣管轄。
唐肅宗至德二年（757），寶安縣改為東莞縣，縣治由南頭移往到
涌，即今日東莞莞城。此後直至明穆宗隆慶六年（1572），前後共 815
年，香港屬於東莞縣管轄。青銅器時代的香港有數量不少的居民。本地出土的青銅時代文物
有斧、鉞、匕首、削、簇等，其特點與廣東地區的出土文物一樣；武
器較多，禮器和容器較少，成為古代海上絲綢之路的樞紐港
口。從唐朝到晚明，外國商船從東南亞北上南中國海，香港是中國大陸南端的港口；從這裏往南
啟航，下一片陸地已是東南亞的岛屿。香港西北水域鄰近珠江出口。

## 政治觀點

### 港中矛盾
2012年初期，由於D&G禁止香港人攝影風波及孔慶東辱罵港人事件，令香港與中國大陸之矛盾升溫，其後網民集體籌款登報反對雙非孕婦來港產子，廣告中使用了一隻草蜢騎在獅子山上，有寓意蝗蟲侵蝕香港的意思，將來自中国大陸在港產子的人比喻成「蝗蟲」。
水货客從香港利用各種途徑運送貨物到中國大陸（尤其指向通往深圳邊境），引致對香港各區市民的日常生活造成的各種滋擾及社會問題。於2012年至2013年，水貨客問題更引發了民間組織光復上水站抗議活動。至2015年，水貨客問題延伸至屯門新市鎮，一些團體發起光復屯門、捍衛沙田、光復元朗及遊覽完上水去屯門抗議活動。
於2015年一連串反水貨客問題中，有抗議者聚集到商場內向大陸旅客大喊「返大陸，支那」，舉著“中國人滾回中國”的標語牌，亦有人揮舞香港旗，示威者一度與大陸旅客發生口角與對峙，場面情況一度混亂，警方曾施放胡椒噴霧，並拘捕多人。此事件相關新聞和圖片被中國大陸和香港媒體廣泛報導，尤其是中國大陸微博和論壇轉載廣泛，導致有大陸網民對香港印象趨於負面。

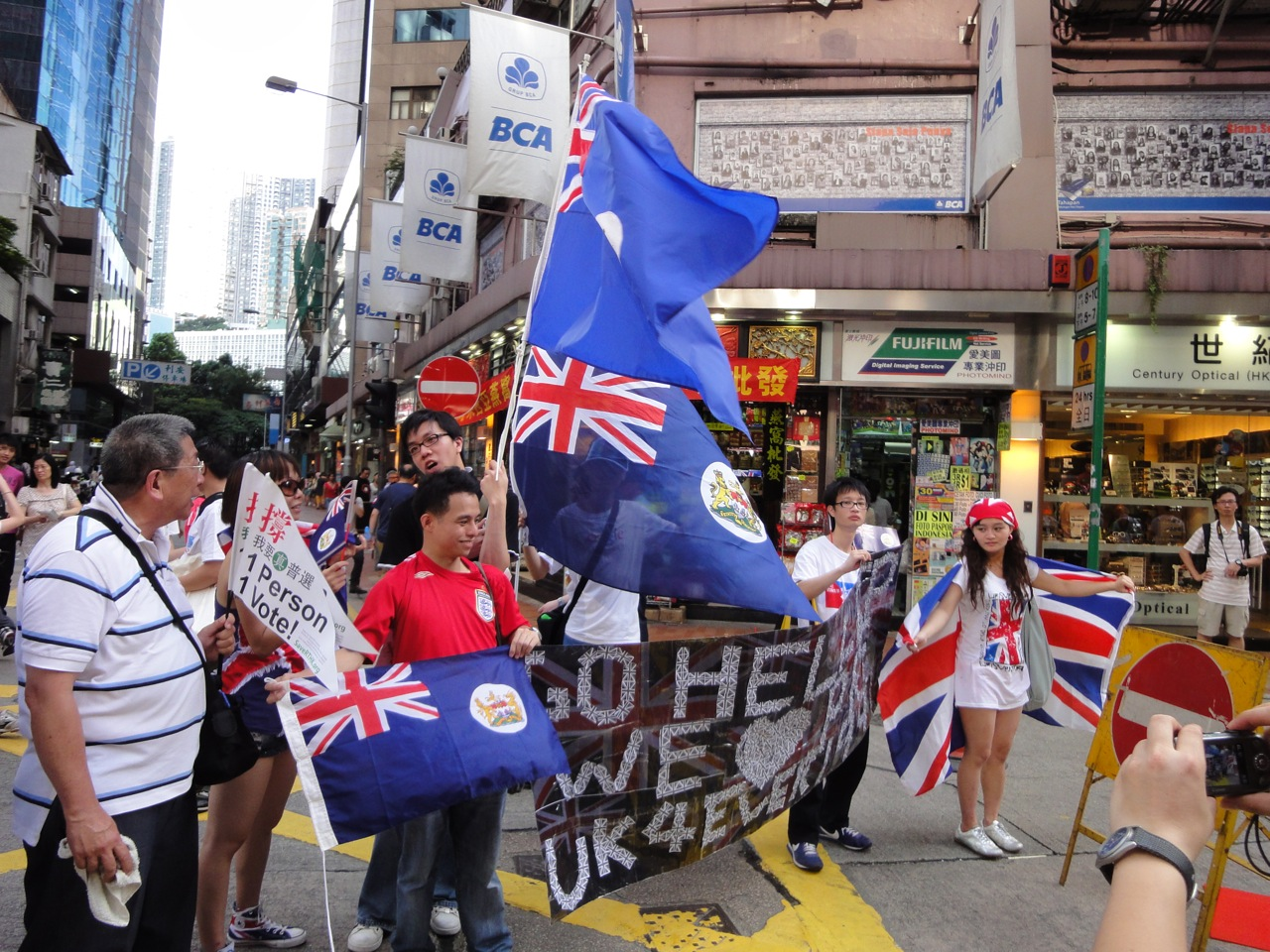
示威者手持代表香港獨立之香港旗。

蘋果日報認為，在2012年孔庆东辱骂港人事件等事件影响，以及梁振英接任香港行政長官并提出推動推行陆港两地的融合政策，進一步使到兩地关系急劇恶化、矛盾日益加深。而香港主權移交後香港政府明顯偏向中央政府的各種政策和措施，不顧香港承載力的引入過多觀光客及移民（例如興建高鐵），相關政策也是加劇中港矛盾的因素。

### 自決權
目前，在國際上，自決通常針對於殖民地、非自治領土等非擁有獨立主權的國家或地區，如《給予殖民地國家和人民獨立宣言》規定“所有的人民都有自決權”。
1972年3月8日，剛取代中華民國、接替中國在聯合國席次的中華人民共和國提出香港不屬於英國殖民地。同年11月2日的會議決議2908號案件時，該要求在長1198頁的非殖化特別委員會報告中一併包裹表決。斐濟、瑞典以及委內瑞拉表示對此要求有所保留，但最終議案在99票贊成，法國、葡萄牙、南非、英國及美國的5票反對，以及23票棄權下通過，香港因此失去自決權利。期後1972年12月14日英國更致函聯合國秘書長抗議。

### 台灣獨立
中港矛盾及雨傘革命讓許多香港人對台灣發生的二二八事件及太陽花學運有強烈的既視感，部分香港年青人開始支持港獨，並對台獨抱持更為友好支持的態度。

### 菲律賓
2010年，由於馬尼拉人質事件的發生，激起港人的仇菲情緒，有受害者家屬要求梁振英要「強硬起來」，對菲國實行經濟制裁。11月香港大學進行了民意調查，訪問港人對16個國家及地方的觀感，當中港人對菲律賓人及政府的觀感最差，90%港人對菲律賓政府表示反感，32%人稱對菲律賓人反感。另一方面，香港各黨派為了收割民粹政治資本，提出各項措施制裁菲律賓。例如人民力量提出要求停止輸入菲國外藉家勞，而公民黨和民主黨則提倡杯葛菲國產品等政策。有評論認為兩個溫和中產政黨並非為了保護菲律賓工人的飯碗，只而是為了避免為中產僱主帶來不便。在11月分，人民力量陳偉業提出無約束力的法案，要求政府制裁菲律賓措施，在建制泛民兩派「團結一致」下，在立法會大比數通過。

## 各界對香港民族主义的看法

### 中华人民共和国
- 中國國務院港澳辦副主任王志民未經法院判決之下，他把香港民族黨的成立「嚴重違法，絕不可能」。國務院港澳辦新聞發言人亦表示，香港極少數人成立「港獨」組織的行為危害國家的主權、安全，以及香港的繁榮穩定，已嚴重違反國家憲法、《基本法》和現行有關法律，相信港府一定會依法處理。 [22]
- 香港中聯辦主任張曉明指出：「香港民族黨的主張已經遠遠超出了言論自由的範疇，觸及一國兩制底線，成立該黨是違法的。」

#### 香港特別行政區政府
- 2015年度香港行政長官施政報告中，主張香港民族主義之《香港民族論》被特首梁振英點名批評。[23][24]事件在香港造成搶購潮，令該書一度缺貨。[25]《學苑》前編輯李啟迪表示，聯合出版集團旗下的書店在雨傘革命後以「商業決定」為由表示不再購入該書，質疑有個別書店自我審查。[26][27]
- 律政司指，鼓吹香港獨立違反《基本法》，但沒有講明是否構成刑事罪行，指有需要時會採取合適行動。

### 民間
- 在2015年1月18日的香港電台節目《城市論壇》中，《香港民族論》副總編輯王俊杰、852郵報游清源和建制派民建聯周浩鼎和香港政府新聞統籌專員馮煒光就此書內容激辯，其中主張港獨的王更質問周，若要他跟蔣麗芸結婚他會否忠誠。[28]

## 相關著作
- 《香港民族論》
- 《香港城邦論》
- 《香港獨立論》
- 《香港民族源流史》（又名：《香港，鬱躁的家邦》）